# Эль-Тамбо (Каука)
Эль-Тамбо (исп. El Tambo) — город и муниципалитет на юго-западе Колумбии, на территории департамента Каука. Входит в состав Центральной провинции.

## История
Поселение, из которого позднее вырос город, было основано 15 сентября 1641 года. Муниципалитет Эль-Тамбо был выделен в отдельную административную единицу в 1914 году.

## Географическое положение
Город расположен в центральной части департамента, на западном склоне Центральной Кордильеры, на расстоянии приблизительно 18 километров к западу от города Попаян, административного центра департамента. Абсолютная высота — 1719 метров над уровнем моря.
Муниципалитет Эль-Тамбо граничит на севере с территорией муниципалитета Лопес-де-Микай, на северо-востоке — с муниципалитетом Моралес, на востоке — с муниципалитетами Кахибио и Попаян, на юго-востоке — с муниципалитетами Тимбио и Росас, на юге — с муниципалитетами Ла-Сьерра и Патия, на юго-западе — с муниципалитетом Архелия, на западе — с муниципалитетом Тимбики. Площадь муниципалитета составляет 3280 км².

## Население
По данным Национального административного департамента статистики Колумбии, совокупная численность населения города и муниципалитета в 2015 году составляла 47 525 человек.
Динамика численности населения муниципалитета по годам:
| 2005   | 2006   | 2007   | 2008   | 2009   | 2010   | 2011   | 2012   | 2013   | 2014   | 2015   |
| ------ | ------ | ------ | ------ | ------ | ------ | ------ | ------ | ------ | ------ | ------ |
| 45 804 | 45 995 | 46 182 | 46 365 | 46 543 | 46 718 | 46 888 | 47 053 | 47 215 | 47 372 | 47 525 |

Согласно данным переписи 2005 года мужчины составляли 51 % от населения Эль-Тамбо, женщины — соответственно 49 %. В расовом отношении белые и метисы составляли 85,5 % от населения города; индейцы — 9,2 %; негры, мулаты и райсальцы — 5,3 %.
Уровень грамотности среди всего населения составлял 85,3 %.

## Экономика
Большинство населения занято в сельском хозяйстве.
68,3 % от общего числа городских и муниципальных предприятий составляют предприятия торговой сферы, 20,2 % — предприятия сферы обслуживания, 10 % — промышленные предприятия, 1,5 % — предприятия иных отраслей экономики.